# Grand Prix de Voleibol de 1994
O Grand Prix de Voleibol de 1994 foi a segunda edição do torneio feminino de voleibol organizado pela Federação Internacional FIVB. Foi diputado por doze países entre 19 de agosto e 11 de setembro. A Fase Final foi realizada em Xangai, na China.
O Brasil conquistou o primeiro título do Grand Prix após ganhar todos os jogos da fase final.

## Equipes participantes
Equipes que participaram da edição 1994 do Grand Prix
- Alemanha
- Brasil
- Coreia do Sul
- China
- Taipé Chinesa
- Cuba
- Estados Unidos
- Itália
- Japão
- Países Baixos
- Peru
- Rússia

## Primeira Rodada

### Grupo A - Seul
| Pos | Equipe         | Pts | V | D | SP | SC | SA    |
| --- | -------------- | --- | - | - | -- | -- | ----- |
| 1   | Estados Unidos | 6   | 3 | 0 | 9  | 4  | 2,250 |
| 2   | Coreia do Sul  | 5   | 2 | 1 | 8  | 4  | 2,000 |
| 3   | Itália         | 4   | 1 | 2 | 6  | 7  | 0,857 |
| 4   | Alemanha       | 3   | 0 | 3 | 1  | 9  | 0,111 |

PTS - pontos, J - jogos, V - vitórias, D - derrotas, SP - sets pró, SC - sets contra, SA - set average
| Data  | Jogo           | Jogo | Jogo           | Parciais | Parciais | Parciais | Parciais | Parciais |
| Data  | Jogo           | Jogo | Jogo           | 1        | 2        | 3        | 4        | 5        |
| ----- | -------------- | ---- | -------------- | -------- | -------- | -------- | -------- | -------- |
| 19/08 | Estados Unidos | 3-2  | Itália         | 8-15     | 15-7     | 14-16    | 15-7     | 18-16    |
| 19/08 | Coreia do Sul  | 3-0  | Alemanha       | 15-5     | 15-2     | 15-9     | -        | -        |
| 20/08 | Alemanha       | 0-3  | Estados Unidos | 5-15     | 9-15     | 4-15     | -        | -        |
| 20/08 | Itália         | 1-3  | Coreia do Sul  | 16-14    | 15-17    | 9-15     | 6-15     | -        |
| 21/08 | Estados Unidos | 3-2  | Coreia do Sul  | 9-15     | 11-15    | 15-7     | 15-13    | 15-9     |
| 21/08 | Itália         | 3-1  | Alemanha       | 12-15    | 15-6     | 15-10    | 15-9     | -        |

### Grupo B - Taipei
| Pos | Equipe        | Pts | V | D | SP | SC | SA    |
| --- | ------------- | --- | - | - | -- | -- | ----- |
| 1   | Cuba          | 6   | 3 | 0 | 9  | 2  | 4,500 |
| 2   | Japão         | 5   | 2 | 1 | 6  | 5  | 1,200 |
| 3   | Rússia        | 4   | 1 | 2 | 7  | 7  | 1,000 |
| 4   | Taipé Chinesa | 3   | 0 | 3 | 1  | 9  | 0,111 |

PTS - pontos, J - jogos, V - vitórias, D - derrotas, SP - sets pró, SC - sets contra, SA - set average
| Data  | Jogo         | Jogo | Jogo         | Parciais | Parciais | Parciais | Parciais | Parciais |
| Data  | Jogo         | Jogo | Jogo         | 1        | 2        | 3        | 4        | 5        |
| ----- | ------------ | ---- | ------------ | -------- | -------- | -------- | -------- | -------- |
| 19/08 | Japão        | 3-2  | Rússia       | 15-4     | 15-13    | 10-15    | 10-15    | 15-13    |
| 19/08 | China Taipei | 0-3  | Cuba         | 7-15     | 5-15     | 3-15     | -        | -        |
| 20/08 | Cuba         | 3-0  | Japão        | 15-13    | 15-4     | 15-11    | -        | -        |
| 20/08 | Rússia       | 3-1  | China Taipei | 15-10    | 16-17    | 15-10    | 15-6     | -        |
| 21/08 | Cuba         | 3-2  | Rússia       | 15-6     | 5-15     | 15-1     | 10-15    | 15-12    |
| 21/08 | Japão        | 3-0  | China Taipei | 15-7     | 15-6     | 15-4     | -        | -        |

### Grupo C - Jacarta
| Pos | Equipe        | Pts | V | D | SP | SC | SA    |
| --- | ------------- | --- | - | - | -- | -- | ----- |
| 1   | Brasil        | 6   | 3 | 0 | 9  | 1  | 9,000 |
| 2   | China         | 5   | 2 | 1 | 7  | 3  | 2,333 |
| 3   | Países Baixos | 4   | 1 | 2 | 3  | 6  | 0,500 |
| 4   | Peru          | 3   | 0 | 3 | 0  | 9  | 0     |

PTS - pontos, J - jogos, V - vitórias, D - derrotas, SP - sets pró, SC - sets contra, SA - set average
| Data  | Jogo          | Jogo | Jogo          | Parciais | Parciais | Parciais | Parciais | Parciais |
| Data  | Jogo          | Jogo | Jogo          | 1        | 2        | 3        | 4        | 5        |
| ----- | ------------- | ---- | ------------- | -------- | -------- | -------- | -------- | -------- |
| 19/08 | Países Baixos | 0-3  | Brasil        | 4-15     | 5-15     | 4-15     | -        | -        |
| 19/08 | Peru          | 0-3  | China         | 4-15     | 4-15     | 11-15    | -        | -        |
| 20/08 | Brasil        | 3-0  | Peru          | 15-8     | 15-7     | 15-7     | -        | -        |
| 20/08 | China         | 3-0  | Países Baixos | 15-11    | 15-4     | 15-12    | -        | -        |
| 21/08 | Países Baixos | 3-0  | Peru          | 15-6     | 15-2     | 15-5     | -        | -        |
| 21/08 | Brasil        | 3-1  | China         | 15-11    | 13-15    | 15-8     | 15-11    | -        |

## Segunda Rodada

### Grupo D - Bangkok
| Pos | Equipe        | Pts | V | D | SP | SC | SA    |
| --- | ------------- | --- | - | - | -- | -- | ----- |
| 1   | Cuba          | 6   | 3 | 0 | 9  | 1  | 9,000 |
| 2   | Coreia do Sul | 5   | 2 | 1 | 7  | 3  | 2,333 |
| 3   | Itália        | 4   | 1 | 2 | 3  | 6  | 0,500 |
| 4   | Peru          | 3   | 0 | 3 | 0  | 9  | 0     |

PTS - pontos, J - jogos, V - vitórias, D - derrotas, SP - sets pró, SC - sets contra, SA - set average
| Data  | Jogo          | Jogo | Jogo          | Parciais | Parciais | Parciais | Parciais | Parciais |
| Data  | Jogo          | Jogo | Jogo          | 1        | 2        | 3        | 4        | 5        |
| ----- | ------------- | ---- | ------------- | -------- | -------- | -------- | -------- | -------- |
| 26/08 | Coreia do Sul | 3-0  | Peru          | 15-6     | 15-7     | 15-3     | -        | -        |
| 26/08 | Itália        | 0-3  | Cuba          | 3-15     | 4-15     | 6-15     | -        | -        |
| 27/08 | Cuba          | 3-1  | Coreia do Sul | 9-15     | 15-9     | 15-8     | 15-12    | -        |
| 27/08 | Peru          | 0-3  | Itália        | 12-15    | 10-15    | 7-15     | -        | -        |
| 28/08 | Cuba          | 3-0  | Peru          | 16-14    | 15-11    | 15-3     | -        | -        |
| 28/08 | Coreia do Sul | 3-0  | Itália        | 15-9     | 15-8     | 15-4     | -        | -        |

### Grupo E - Tóquio
| Pos | Equipe         | Pts | V | D | SP | SC | SA    |
| --- | -------------- | --- | - | - | -- | -- | ----- |
| 1   | Japão          | 6   | 3 | 0 | 9  | 2  | 4,500 |
| 2   | Estados Unidos | 5   | 2 | 1 | 8  | 3  | 2,666 |
| 3   | Países Baixos  | 4   | 1 | 2 | 3  | 7  | 0,428 |
| 4   | Alemanha       | 3   | 0 | 3 | 1  | 9  | 0,111 |

PTS - pontos, J - jogos, V - vitórias, D - derrotas, SP - sets pró, SC - sets contra, SA - set average
| Data  | Jogo           | Jogo | Jogo           | Parciais | Parciais | Parciais | Parciais | Parciais |
| Data  | Jogo           | Jogo | Jogo           | 1        | 2        | 3        | 4        | 5        |
| ----- | -------------- | ---- | -------------- | -------- | -------- | -------- | -------- | -------- |
| 26/08 | Estados Unidos | 3-0  | Alemanha       | 15-2     | 15-7     | 15-10    | -        | -        |
| 26/08 | Japão          | 3-0  | Países Baixos  | 15-10    | 15-3     | 15-7     | -        | -        |
| 27/08 | Países Baixos  | 0-3  | Estados Unidos | 7-15     | 5-15     | 3-15     | -        | -        |
| 27/08 | Alemanha       | 0-3  | Japão          | 11-15    | 7-15     | 10-15    | -        | -        |
| 28/08 | Países Baixos  | 3-1  | Alemanha       | 12-15    | 15-7     | 17-15    | 15-12    | -        |
| 28/08 | Japão          | 3-2  | Estados Unidos | 15-11    | 6-15     | 12-15    | 15-5     | 15-8     |

### Grupo F - Macau
| Pos | Equipe        | Pts | V | D | SP | SC | SA    |
| --- | ------------- | --- | - | - | -- | -- | ----- |
| 1   | Brasil        | 6   | 3 | 0 | 9  | 1  | 9,000 |
| 2   | China         | 5   | 2 | 1 | 7  | 4  | 1,750 |
| 3   | Rússia        | 4   | 1 | 2 | 4  | 6  | 0,666 |
| 4   | Taipé Chinesa | 3   | 0 | 3 | 0  | 9  | 0     |

PTS - pontos, J - jogos, V - vitórias, D - derrotas, SP - sets pró, SC - sets contra, SA - set average
| Data  | Jogo         | Jogo | Jogo         | Parciais | Parciais | Parciais | Parciais | Parciais |
| Data  | Jogo         | Jogo | Jogo         | 1        | 2        | 3        | 4        | 5        |
| ----- | ------------ | ---- | ------------ | -------- | -------- | -------- | -------- | -------- |
| 26/08 | Brasil       | 3-0  | China Taipei | 15-3     | 15-6     | 15-11    | -        | -        |
| 26/08 | China        | 3-1  | Rússia       | 15-4     | 13-15    | 15-7     | 15-12    | -        |
| 27/08 | Rússia       | 0-3  | Brasil       | 7-15     | 12-15    | 3-15     | -        | -        |
| 27/08 | China Taipei | 0-3  | China        | 5-15     | 6-15     | 7-15     | -        | -        |
| 28/08 | Rússia       | 3-0  | China Taipei | 15-6     | 15-11    | 15-8     | -        | -        |
| 28/08 | Brasil       | 3-1  | China        | 15-10    | 15-12    | 12-15    | 15-10    | -        |

## Terceira Rodada

### Grupo G - Fukuoka
| Pos | Equipe | Pts | V | D | SP | SC | SA    |
| --- | ------ | --- | - | - | -- | -- | ----- |
| 1   | Japão  | 6   | 3 | 0 | 9  | 5  | 1,800 |
| 2   | Rússia | 5   | 2 | 1 | 8  | 7  | 1,142 |
| 3   | Brasil | 4   | 1 | 2 | 7  | 6  | 1,166 |
| 4   | Itália | 3   | 0 | 3 | 3  | 9  | 0,333 |

PTS - pontos, J - jogos, V - vitórias, D - derrotas, SP - sets pró, SC - sets contra, SA - set average
| Data | Jogo   | Jogo | Jogo   | Parciais | Parciais | Parciais | Parciais | Parciais |
| Data | Jogo   | Jogo | Jogo   | 1        | 2        | 3        | 4        | 5        |
| ---- | ------ | ---- | ------ | -------- | -------- | -------- | -------- | -------- |
| 2/09 | Rússia | 3-2  | Brasil | 17-15    | 5-15     | 15-17    | 15-12    | 15-7     |
| 2/09 | Itália | 1-3  | Japão  | 8-15     | 15-5     | 10-15    | 9-15     | -        |
| 3/09 | Brasil | 3-0  | Itália | 15-7     | 15-1     | 15-12    | -        | -        |
| 3/09 | Japão  | 3-2  | Rússia | 15-11    | 8-15     | 12-10    | 15-17    | 15-13    |
| 4/09 | Rússia | 3-2  | Itália | 12-15    | 15-7     | 15-10    | 11-15    | 15-10    |
| 4/09 | Japão  | 3-2  | Brasil | 13-15    | 11-15    | 15-5     | 15-6     | 15-12    |

### Grupo H - Guangzhou
| Pos | Equipe        | Pts | V | D | SP | SC | SA    |
| --- | ------------- | --- | - | - | -- | -- | ----- |
| 1   | Cuba          | 6   | 3 | 0 | 9  | 1  | 9,000 |
| 2   | China         | 5   | 2 | 1 | 7  | 3  | 2,333 |
| 3   | Alemanha      | 4   | 1 | 2 | 3  | 7  | 0,428 |
| 4   | Taipé Chinesa | 3   | 0 | 3 | 1  | 9  | 0,111 |

PTS - pontos, J - jogos, V - vitórias, D - derrotas, SP - sets pró, SC - sets contra, SA - set average
| Data | Jogo         | Jogo | Jogo         | Parciais | Parciais | Parciais | Parciais | Parciais |
| Data | Jogo         | Jogo | Jogo         | 1        | 2        | 3        | 4        | 5        |
| ---- | ------------ | ---- | ------------ | -------- | -------- | -------- | -------- | -------- |
| 2/09 | Cuba         | 3-0  | Alemanha     | 15-9     | 15-9     | 15-6     | -        | -        |
| 2/09 | China        | 3-0  | China Taipei | 15-4     | 15-2     | 15-9     | -        | -        |
| 3/09 | China Taipei | 0-3  | Cuba         | 7-15     | 5-15     | 8-15     | -        | -        |
| 3/09 | Alemanha     | 0-3  | China        | 9-15     | 10-15    | 9-15     | -        | -        |
| 4/09 | Alemanha     | 3-1  | China Taipei | 15-8     | 15-17    | 15-12    | 15-10    | -        |
| 4/09 | Cuba         | 3-1  | China        | 15-17    | 15-13    | 15-7     | 15-4     | -        |

### Grupo I - Manila
| Pos | Equipe         | Pts | V | D | SP | SC | SA    |
| --- | -------------- | --- | - | - | -- | -- | ----- |
| 1   | Coreia do Sul  | 6   | 3 | 0 | 9  | 2  | 4,500 |
| 2   | Estados Unidos | 5   | 2 | 1 | 7  | 5  | 1,400 |
| 3   | Peru           | 4   | 1 | 2 | 5  | 7  | 0,714 |
| 4   | Países Baixos  | 3   | 0 | 3 | 2  | 9  | 0,222 |

PTS - pontos, J - jogos, V - vitórias, D - derrotas, SP - sets pró, SC - sets contra, SA - set average
| Data | Jogo           | Jogo | Jogo           | Parciais | Parciais | Parciais | Parciais | Parciais |
| Data | Jogo           | Jogo | Jogo           | 1        | 2        | 3        | 4        | 5        |
| ---- | -------------- | ---- | -------------- | -------- | -------- | -------- | -------- | -------- |
| 2/09 | Estados Unidos | 3-1  | Países Baixos  | 15-13    | 12-15    | 15-6     | 15-12    | -        |
| 2/09 | Coreia do Sul  | 3-1  | Peru           | 15-13    | 15-12    | 11-15    | 15-5     | -        |
| 3/09 | Peru           | 3-1  | Países Baixos  | 2-15     | 15-4     | 15-9     | 15-11    | -        |
| 3/09 | Coreia do Sul  | 3-1  | Estados Unidos | 14-16    | 15-12    | 15-8     | 15-1     | -        |
| 4/09 | Estados Unidos | 3-1  | Peru           | 16-14    | 10-15    | 15-13    | 15-10    | -        |
| 4/09 | Coreia do Sul  | 3-0  | Países Baixos  | 15-5     | 17-15    | 15-9     | -        | -        |

## Classificação da Primeira Fase
|     | Equipes        | Pts | J | V | D | SP | SC | SA    |
| --- | -------------- | --- | - | - | - | -- | -- | ----- |
| 1.  | Cuba           | 18  | 9 | 9 | 0 | 27 | 4  | 6,750 |
| 2.  | Japão          | 17  | 9 | 8 | 1 | 24 | 12 | 2,000 |
| 3.  | Brasil         | 16  | 9 | 7 | 2 | 25 | 8  | 3,125 |
| 4.  | Coreia do Sul  | 16  | 9 | 7 | 2 | 24 | 9  | 2,666 |
| 5.  | Estados Unidos | 16  | 9 | 7 | 2 | 24 | 12 | 2,000 |
| 6.  | China          | 15  | 9 | 6 | 3 | 21 | 10 | 2,100 |
| 7.  | Rússia         | 13  | 9 | 4 | 5 | 19 | 20 | 0,950 |
| 8.  | Itália         | 11  | 9 | 2 | 7 | 12 | 22 | 0,545 |
| 9.  | Países Baixos  | 11  | 9 | 2 | 7 | 8  | 22 | 0,363 |
| 10. | Alemanha       | 10  | 9 | 1 | 8 | 5  | 25 | 0,200 |
| 11. | Peru           | 10  | 9 | 1 | 8 | 5  | 25 | 0,200 |
| 12. | Taipé Chinesa  | 9   | 9 | 0 | 9 | 2  | 27 | 0,074 |

## Fase final
A fase final do Grand Prix 1994 foi disputado na cidade de Xangai entre os dias 9/09 e 11/09.
| Data  | Jogo   | Jogo | Jogo  | Parciais | Parciais | Parciais | Parciais | Parciais |
| Data  | Jogo   | Jogo | Jogo  | 1        | 2        | 3        | 4        | 5        |
| ----- | ------ | ---- | ----- | -------- | -------- | -------- | -------- | -------- |
| 9/09  | Brasil | 3-2  | Cuba  | 15-12    | 14-16    | 15-12    | 10-15    | 15-13    |
| 9/09  | China  | 3-0  | Japão | 16-14    | 16-14    | 17-15    | -        | -        |
| 10/09 | Cuba   | 3-0  | Japão | 15-10    | 15-2     | 15-5     | -        | -        |
| 10/09 | Brasil | 3-1  | China | 15-2     | 10-15    | 15-6     | 15-13    | -        |
| 11/09 | Brasil | 3-1  | Japão | 15-9     | 11-15    | 15-8     | 15-7     | -        |
| 11/09 | Cuba   | 3-0  | China | 15-10    | 15-8     | 15-9     | -        | -        |

| Pos | Equipe | Pts | V | D | SP | SC | SA    |
| --- | ------ | --- | - | - | -- | -- | ----- |
| 1   | Brasil | 6   | 3 | 0 | 9  | 4  | 2,250 |
| 2   | Cuba   | 5   | 2 | 1 | 8  | 3  | 2,666 |
| 3   | China  | 4   | 1 | 2 | 4  | 6  | 0,666 |
| 4   | Japão  | 3   | 0 | 3 | 1  | 9  | 0,111 |

## Classificação Final
| #       | Equipe         |
| ------- | -------------- |
| Gold.   | Brasil         |
| Silver. | Cuba           |
| Bronze. | China          |
| 4.      | Japão          |
| 5.      | Coreia do Sul  |
| 6.      | Estados Unidos |
| 7.      | Rússia         |
| 8.      | Itália         |
| 9.      | Países Baixos  |
| 10.     | Alemanha       |
| 11.     | Peru           |
| 12.     | Taipé Chinesa  |

## Prêmios individuais
| MVP (Most Valuable Player) | Fernanda Venturini | Brasil |
| Melhor bloqueio            | Márcia Fu          | Brasil |
| Melhor defesa              | Hilma Caldeira     | Brasil |
| Melhor levantadora         | Fernanda Venturini | Brasil |